# Tatiana Baramzina
Tatiana Nikolaïevna Baramzina (en russe : Татья́на Никола́евна Барамзина́) (12 décembre 1919 – 5 juillet 1944) est un tireur d'élite soviétique lors de la Seconde Guerre mondiale. Elle a reçu à titre posthume l'étoile d'or et le titre de Héros de l'Union soviétique le 24 mars 1945.

## Jeunesse
Tatiana Baramzina est née à Glazov dans le gouvernement de Viatka en Russie. Tatiana Baramzina est diplômée de l'institut pédagogique d'état de Glazov et passe deux années à enseigner dans une école maternelle dans une école de village à  Katchkachour. En 1940, elle s'inscrit à l'université de Perm, et lorsque l'Allemagne nazie envahit l'Union soviétique, elle commença à suivre des cours d'infirmière en cours du soir tout en suivant une formation de tireur d'élite.

## Seconde Guerre mondiale
En juin 1943, elle est envoyée à l'école centrale féminine de formation au tir (en) à l'extérieur de Moscou et, après l'obtention de son diplôme en avril 1944, elle est envoyée sur le troisième front biélorusse. Elle intègre le 3e bataillon du 252e régiment d'infanterie (70e division de fusiliers, 33e armée) et durant les trois premiers mois, abat 16 soldats ennemis.
Le 5 juillet 1944, le bataillon de Tatiana Baramzina est parachuté derrière les lignes ennemies dans une tentative plus large de prise de contrôle des carrefours routiers près du village de Pekaline près de Smaliavitchy, afin de bloquer la retraite des forces allemandes. Avant que les carrefours soient atteints, un accrochage éclate et le bataillon subit de lourdes pertes. Après avoir tué 20 soldats ennemis, Tatiana Baramzina est réaffectée aux soins des blessés, en raison de sa formation médicale.
La tranchée qui est utilisée pour abriter les blessés soviétiques est reprise par les forces allemandes. Après avoir été blessée par des tirs d'artillerie, Tatiana Baramzina est capturée et torturée dans le but de lui faire divulguer des informations. Après que ses yeux ont été arrachés, elle est abattue avec un fusil anti-char.

## Mémorial
Outre un monument dans le parc de Glazov, la rue Proletarskaïa dans laquelle elle a grandi a été renommée en son honneur, comme d'autres à Minsk, à Ijevsk, et près de l'école centrale féminine de formation au tir de Podolsk. Le groupe de jeunes pionniers à l'école où elle a enseigné a également été renommé en sa mémoire.
Un diorama au musée biélorusse de la Grande Guerre patriotique décrit son dernier combat.